# 田野畑中央インターチェンジ
田野畑中央インターチェンジ（たのはたちゅうおうインターチェンジ）は、岩手県下閉伊郡田野畑村菅窪にある三陸沿岸道路（田野畑道路）のインターチェンジ (IC) である。

## 歴史
- 2021年（令和3年）
  - 6月23日 : IC名称が「田野畑IC（仮称）」から「田野畑中央IC」に正式決定[1]。
  - 7月10日 : 田野畑村大芦 - 田野畑村田野畑間 開通に伴い、供用開始[1]。

## 道路

### 本線
- E45 三陸沿岸道路（田野畑道路 ・ 58番）

### 接続する道路
- 直接接続
  - 田野畑村道田野畑インター菅窪線[2]

## 料金所
無料区間のため、設置されていない。

## 周辺
- 田野畑村役場
- 道の駅たのはた

## 隣
E45 三陸沿岸道路（田野畑道路）
(57) 田野畑南IC - (58) 田野畑中央IC - (59) 田野畑北IC